# Vaneau
Vaneau – stacja linii nr 10 metra  w Paryżu. Stacja znajduje się na granicy 6. i 7. dzielnicy Paryża. Została otwarta 30 grudnia 1923 r.

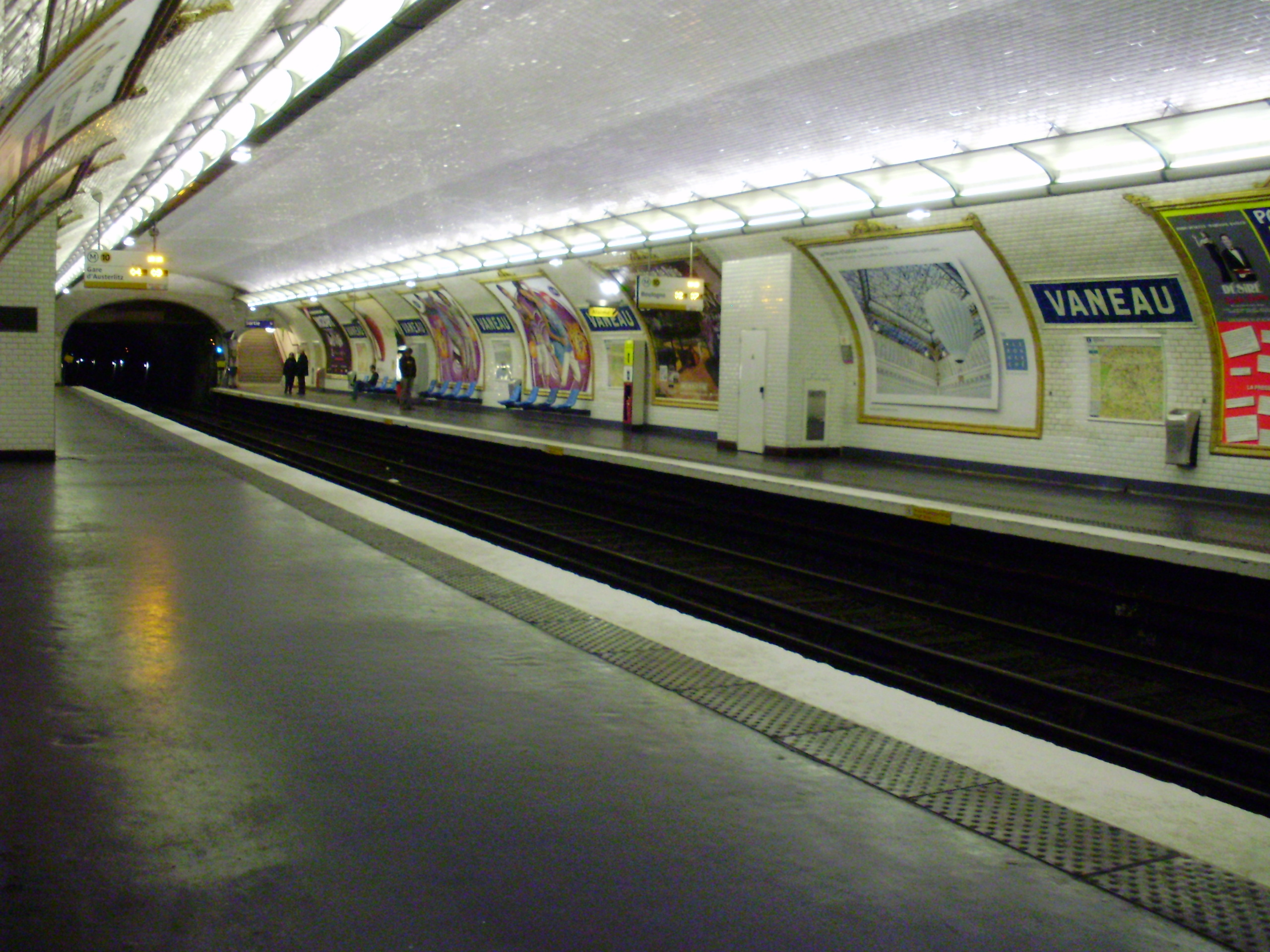
Perony stacji